# Falsoibidion trimaculatum
Falsoibidion trimaculatum là một loài bọ cánh cứng trong họ Cerambycidae.